# Ian McDiarmid
Ian McDiarmid (Carnoustie, 11 agosto 1944) è un attore e regista teatrale britannico, noto per l'interpretazione dell'Imperatore Palpatine in cinque film della saga di Guerre stellari. Inoltre ha preso parte a numerosi spettacoli teatrali come attore e lavorando talvolta come regista. Direttore artistico dell'Almeida Theatre dal 1990 al 2002 e membro della Royal Shakespeare Company, McDiarmid ha vinto il Laurence Olivier Award ed il Tony Award per la sua attività teatrale.

## Biografia
La passione per il teatro si manifestò in Ian McDiarmid già all'età di cinque anni, quando il padre lo portò a vedere una rappresentazione in un teatro di Dundee. Crescendo, McDiarmid coltivò sempre di più questo sogno, ma i genitori si dimostrarono ben presto contrari a queste aspirazioni: così frequentò l'università, laureandosi in psicologia. Qualche tempo dopo, McDiarmid decise di realizzare il suo sogno, cimentandosi così nel teatro, e arrivò a frequentare alcuni corsi di recitazione presso una scuola teatrale di Glasgow: si dimostrò dotato, visto che nel 1968 McDiarmid ricevette il primo di una lunga serie di riconoscimenti per le sue interpretazioni. Nei primi anni settanta cominciò a dedicarsi assiduamente al teatro, comparendo in molte e celebrate realizzazioni. Da allora, fino ai giorni nostri, ha preso parte a decine di spettacoli.

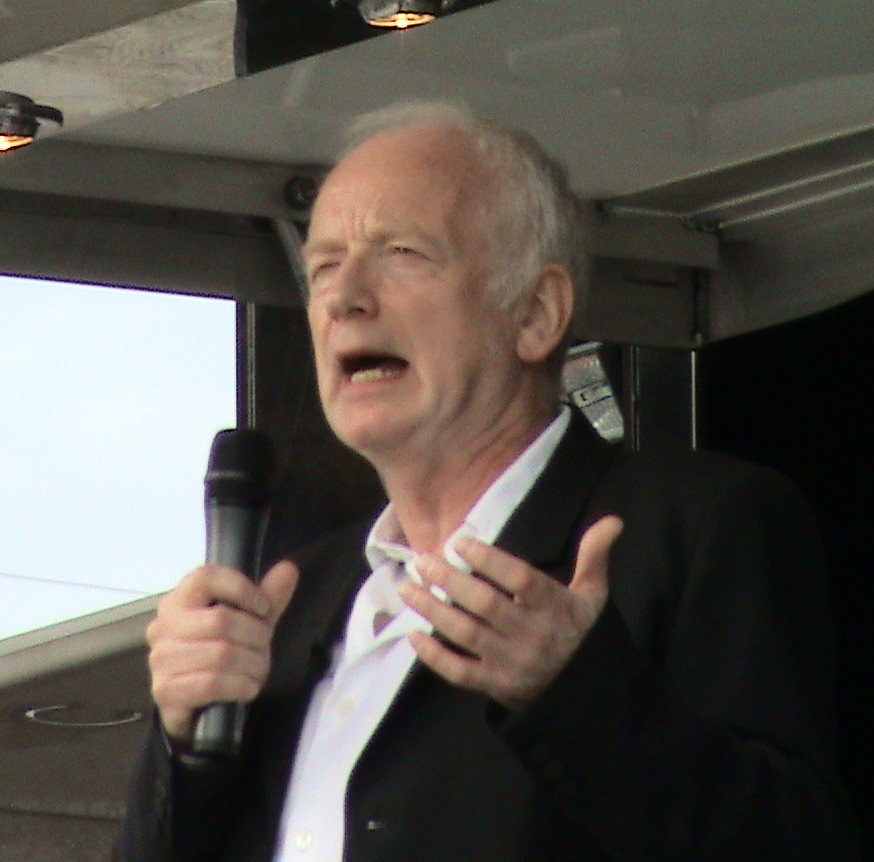
McDiarmid nel 2007

Dopo una piccola parte nel film Il drago del lago di fuoco (1981), McDiarmid fu scelto da George Lucas per interpretare l'Imperatore Palpatine nel film Il ritorno dello Jedi (1983): interpretava il principale antagonista della vicenda. Sedici anni dopo tornò ad interpretare lo stesso personaggio, questa volta più giovane, in Star Wars - Episodio I - La minaccia fantasma (1999), e negli anni successivi prese parte agli altri due prequel della saga. McDiarmid è l'unico attore ad interpretare un personaggio umano che ha preso parte a tutte le tre trilogie, un'opportunità datagli dal fatto che era abbastanza giovane (nemmeno quarant'anni) quando apparve ne Il ritorno dello jedi.
La sua interpretazione nei prequel procede su due binari paralleli: da una parte interpreta il malvagio Darth Sidious, in un ruolo simile a quello che aveva già avuto nel 1983; dall'altra dà vita al Senatore (Cancelliere negli Episodi II e III) Palpatine, ovvero la facciata pubblica del vero antagonista principale della saga. Proprio per questo estremo dualismo, la sua interpretazione è stata accolta con molte lodi da parte dei fan.
Nella versione DVD de L'Impero colpisce ancora, uscita nel 2004, un breve dialogo tra Dart Fener e un ologramma dell'Imperatore Palpatine fu modificato, sovrapponendo il volto di McDiarmid (e la sua voce) a quello presente nella versione del 1980: nella scena originale l'imperatore era interpretato da una donna,  Marjorie Eaton, il cui volto era ricoperto da numerosi strati di trucco.
McDiarmid è apparso inoltre anche nell'ultimo capitolo della trilogia sequel di Guerre stellari, Star Wars - L'ascesa di Skywalker, in cui riprende il ruolo del redivivo Imperatore, diventando così l'unico attore, insieme a Anthony Daniels, Kenny Baker e Peter Mayhew, a comparire in tutte e tre le trilogie. Tra il 2017 e il 2018 ha fatto parte del cast della serie televisiva Britannia. Nel 2022 ritorna per un cameo nei panni dell'Imperatore nella miniserie Obi-Wan Kenobi.

## Filmografia

### Attore

#### Cinema
- The Likely Lads, regia di Michael Tuchner (1976)
- Gli amori di Richard (Richard's Things), regia di Anthony Harvey (1980)
- Alla 39ª eclisse (The Awakening), regia di Mike Newell (1980)
- Sir Henry at Rawlinson End, regia di Steve Roberts (1980)
- Il drago del lago di fuoco (Dragonslayer), regia di Matthew Robbins (1981)
- Il ritorno dello Jedi (Return of the Jedi), regia di Richard Marquand (1983)
- Gorky Park, regia di Michael Apted (1983)
- Due figli di... (Dirty Rotten Scoundrels), regia di Frank Oz (1988)
- Restoration - Il peccato e il castigo (Restoration), regia di Michael Hoffman (1995)
- Star Wars - Episodio I - La minaccia fantasma (Star Wars: Episode I - The Phantom Menace), regia di George Lucas (1999)
- Il mistero di Sleepy Hollow (Sleepy Hollow), regia di Tim Burton (1999)
- Star Wars - Episodio II - L'attacco dei cloni  (Star Wars: Episode II - Attack of the Clones), regia di George Lucas (2002)
- Star Wars - Episodio III - La vendetta dei Sith (Star Wars: Episode III - Revenge of the Sith), regia di George Lucas (2005)
- Star Wars: A Musical Journey, regia di Tippy Bushkin – documentario (2005)
- The Odds, regia di Paloma Baeza – cortometraggio (2009)
- Civiltà perduta (The Lost City of Z), regia di James Gray (2016)
- Star Wars - L'ascesa di Skywalker (Star Wars: The Rise of Skywalker) regia di J. J. Abrams (2019)

#### Televisione
- Red Letter Day – serie TV, 1 episodio (1976)
- Crown Court – serie TV, 1 episodio (1978)
- A Performance of Macbeth, regia di Philip Casson – film TV (1979)
- I Professionals (The Professionals) – serie TV, 1 episodio (1979)
- ITV Playhouse – serie TV, 1 episodio (1981)
- The Nation's Health – serie TV, 4 episodi (1983)
- Summer Season – serie TV, 1 episodio (1985)
- The Modern World: Ten Great Writers – miniserie TV (1988) - documentario
- Ispettore Morse (Inspector Morse) – serie TV, 1 episodio (1990)
- Chernobyl - Un grido dal mondo (Chernobyl: The Final Warning), regia di Anthony Page – film TV (1991)
- Le avventure del giovane Indiana Jones (The Young Indiana Jones Chronicles) – serie TV, 1 episodio (1993)
- Selected Exits, regia di Tristram Powell – film TV (1993)
- Cuore di tenebra (Heart of Darkness), regia di Nicolas Roeg – film TV (1994)
- Le nuove avventure di Annie (Annie: A Royal Adventure!), regia di Ian Toynton – film TV (1995)
- Cold Lazarus – miniserie TV (1996)
- Karaoke – miniserie TV (1996)
- Hillsborough, regia di Charles McDougall – film TV (1996)
- Rebecca, regia di Jim O'Brien – film TV (1997)
- Touching Evil – serie TV, 2 episodi (1997)
- An Unsuitable Job for a Woman – serie TV, 1 episodio (1997)
- Great Expectations, regia di Julian Jarrold – film TV (1999)
- All the King's Men, regia di Julian Jarrold – film TV (1999)
- Delitto e castigo (Crime and Punishment), regia di Julian Jarrold – film TV (2002)
- Carlo II - Il potere e la passione (Charles II: The Power & the Passion), regia di Joe Wright – miniserie TV (2003)
- Spooks – serie TV, 1 episodio (2004)
- Our Hidden Lives, regia di Michael Samuels – film TV (2005)
- Elizabeth I – miniserie TV (2005)
- City of Vice – serie TV, 5 episodi (2008)
- Margaret, regia di James Kent – film TV (2009)
- Utopia – serie TV, 5 episodi (2014)
- 37 Days – miniserie TV, 3 episodi (2014)
- Britannia – serie TV, 6 episodi (2018)
- Obi-Wan Kenobi – serie TV, episodio 1x06 (2022)

### Doppiatore
- Star Wars Rebels – serie TV, 3 episodi (2018)
- Star Wars: Tales of the Jedi – serie TV, 1x04 (2022)
- Star Wars: The Bad Batch – serie TV, 1x01 (2023)

## Teatro

### Attore
- Amleto, Open Space Theatre, Londra (1972)
- And They Put Handcuffs on the Flowers, Open Space Theatre, Londra (1973)
- In the Jungle of Cities, Place Theatre, Londra (1973)
- Macbeth, Belgrade Theatre, Coventry e Globe Theatre, Londra (1973)
- Misura per misura, Royal Shakespeare Theatre, Stratford-on-Avon (1974)
- Macbeth, Aldwych Theatre, Londra (1975)
- Macbeth, Other Place Theatre, Stratford-on-Avon (1976)
- Destiny, Other Place Theatre, Stratford-on-Avon (1976)
- Dingo, Other Place Theatre, Stratford-on-Avon (1976)
- Schweyk in the Second World War, Royal Shakespeare Theatre, Stratford-on-Avon (1976)
- Schweyk in the Second World War, Warehouse Theatre, Londra (1977)
- Molto rumore per nulla, Royal Shakespeare Theatre, Stratford-on-Avon (1976)
- Molto rumore per nulla, Aldwych Theatre, Londra (1976)
- That Good Between Us, Warehouse Theatre, Londra (1977)
- Macbeth, Warehouse Theatre, Londra (1977)
- The Days of the Commune, Aldwych Theatre, Londra (1977)
- Dingo, Warehouse Theatre, Londra (1978)
- Ogni bravo ragazzo merita un favore, Mermaid Theatre, Londra (1978)
- Mephisto, The Roundhouse Theatre, Londra (1981)
- The Worlds, New Half Moon Theatre, Londra (1981)
- Ezra, New Half Moon Theatre (1981)
- Insignificance, Royal Court Theatre, Londra (1982)
- Tales from Hollywood, National Theatre, Londra (1983)
- L'anitra selvatica, Royal Exchange, Manchester (1983)
- Il mercante di Venezia, Barbican Centre, Londra (1984)
- The Party, Barbican Centre, Londra (1985)
- Enrico V, Barbican Centre, Londra (1985)
- The War Plays, Barbican Centre, Londra (1985)
- Crimes in Hot Countries, Barbican Centre, Londra (1985)
- The Castle, Barbican Centre, Londra (1985)
- Downchild, Barbican Centre, Londra (1985)
- Edoardo II, Royal Exchange Theatre, Manchester (1986)
- The Saxon Shore, Almeida Theatre,  Londra (1986)
- Creditors, Almeida Theatre, Londra (1986)
- The Danton Affair, Barbican Centre, Londra (1986)
- The King Goes Forth to France, Royal Opera House di Londra (1987)
- Don Carlos, Royal Exchange Theatre, 1987 (King Philip)
- The Black Prince, Aldwych Theatre, 1989
- Volpone, Almeida Theatre, Londra (1990)
- The Rehearsal, Almeida Theatre, Londra (1990)
- Lulu, Almeida Theatre, Londra (1991)
- Ippolito, Almeida Theatre, Londra (1991)
- La scuola delle mogli, Almeida Theatre, Londra (1993)
- Hated Nightfall, Royal Exchange Theatre, Manchester, (1995)
- Il Tartufo, Almeida Theatre, Londra (1996)
- The Government Inspector, Almeida Theatre, Londra (1997)
- The Doctor's Dilemma, Almeida Theatre, Londra (1997)
- L'ebreo di Malta, Almeida Theatre, Londra (1999)
- La tempesta, Almeida Theatre, Londra (2000)
- Faith Healer, Almeida Theatre, Londra (2001)
- Faith Healer, Gate Theatre, Dublino (2002)
- The Embalmer, Almeida Theatre, Londra (2002)
- Enrico IV, Royal Exchange Theatre, Manchester (2004)
- Lear, Sheffield Crucible, Leicester (2005)
- Faith Healer, Booth Theatre, Broadway (2006)
- John Gabriel Borkman, Donmar Warehouse, Londra (2007)
- Jonah and Otto, Royal Exchange, Manchester (2008)
- Be Near Me, National Theatre of Scotland e Donmar Warehouse (2009)
- Sei personaggi in cerca d'autore, Headlong Theatre, Londra (2008)
- The Prince of Homburg, Donmar Warehouse, Londra (2010)
- Emperor and Galilean, National Theatre, Londra (2011)
- The Faith Machine, Royal Court Theatre, Londra (2011)
- Timone d'Atene, Chicago Shakespeare Theater, Chicago (2012)
- Vita di Galileo, Royal Shakespeare Theatre, Stratford (2013)
- Il mercante di Venezia, Almeida Theatre, Londra (2014)
- Bakersfield Mist, Duchess Theatre, Londra (2015)
- What Shadows, Birmingham Repertory Theatre, Birmingham (2016)

### Regista
- Venezia salvata, Almeida Theatre,  Londra (1986)
- Dom Juan, Royal Exchange Theatre, Manchester (1988)
- The Possibilities, Almeida Theatre, Londra (1988)
- Scenes from an Execution, Almeida Theatre, Londra (1990)
- The Rehearsal, Almeida Theatre, Londra (1990)
- Volpone, Almeida Theatre, Londra (1990)
- Lulu, Almeida Theatre, Londra (1991)
- Ippolito, Almeida Theatre,  Londra (1991)
- A Hard Heart, Almeida Theatre, Londra (1992)
- Venezia salvata, Almeida Theatre, Londra (1995)

### Drammaturgo
- Be Near Me, dal romanzo di Andrew O'Hagan (2009)

## Doppiatori italiani
Nelle versioni in italiano delle opere in cui ha recitato, Ian McDiarmid è stato doppiato da:
- Carlo Reali in Star Wars - Episodio I - La minaccia fantasma (Palpatine), Star Wars - Episodio II - L'attacco dei cloni, L'Impero colpisce ancora (nuova edizione)
- Francesco Vairano in Star Wars - Episodio III - La vendetta dei Sith, Star Wars - L'ascesa di Skywalker
- Dante Biagioni in Due figli di..., Restoration - Il peccato e il castigo
- Gianni Giuliano in Civiltà perduta, Obi-Wan Kenobi
- Alvise Battain ne Il ritorno dello Jedi
- Romano Ghini ne Le avventure del giovane Indiana Jones
- Werner Di Donato ne Il mistero di Sleepy Hollow
- Gianni Bonagura in Star Wars - Episodio I - La minaccia fantasma (Darth Sidious)
- Massimo Giuliani in Alla 39ª eclisse
- Paolo Marchese in Carlo II - Il potere e la passione
- Stefano Mondini in Elizabeth I
- Dario Penne in Britannia

Da doppiatore è sostituito da:
- Gianni Giuliano in Star Wars: The Bad Batch, Star Wars: Tales of the Jedi
- Carlo Reali in Star Wars Rebels

## Riconoscimenti
- Laurence Olivier Award
  - 1982 – Miglior attore per Insignificance
- Teen Choice Awards
  - 2005 – Candidatura al Miglior cattivo per Star Wars: Episodio III – La vendetta dei Sith
- Saturn Award
  - 2005 – Candidatura al Miglior attore non protagonista per Star Wars: Episodio III – La vendetta dei Sith
- Tony Award
  - 2006 – Miglior attore non protagonista in un'opera teatrale per Il Guaritore